# Paulo Magino
Paulo Magino (nacido el 23 de junio de 1979) es un exfutbolista brasileño que se desempeñaba como delantero.
Jugó para clubes como el Kyoto Purple Sanga.

## Trayectoria

### Clubes
| Club               | País  | Año  |
| ------------------ | ----- | ---- |
| Kyoto Purple Sanga | Japón | 1999 |

## Estadística de carrera

### J. League
| Club               | Año   | J. League | J. League | Copa J. League | Copa J. League | Total | Total |
| Club               | Año   | Part.     | Goles     | Part.          | Goles          | Part. | Goles |
| ------------------ | ----- | --------- | --------- | -------------- | -------------- | ----- | ----- |
| Kyoto Purple Sanga | 1999  | 16        | 6         | 2              | 1              | 18    | 7     |
| Total              | Total | 16        | 6         | 2              | 1              | 18    | 7     |